# Prix Versailles 2015
A Prix Versailles 1. rendezvénye négy, Franciaországban található alkotást jutalmazott meg.
A díjakat az UNESCO-ban adták át 2015. június 19-én.

## A zsűri
| Név                               | Állás                                         | Nemzetiség       |
| --------------------------------- | --------------------------------------------- | ---------------- |
| Paul Andreu                       | Építész                                       | Franciaország    |
| Gilles Lipovetsky                 | Filozófus                                     | Franciaország    |
| Thom Mayne                        | Építész                                       | Egyesült Államok |
| François de Mazières (zsűrielnök) | Versailles polgármestere                      | Franciaország    |
| Anne-Sophie Pic                   | Séf                                           | Franciaország    |
| Minja Yang                        | Világörökségi Központ volt igazgatóhelyettese | Japán            |

## Díjazottak
| Díj vagy minősítés     | Megvalósítás                      | Helység    | Ország | Építész vagy tervező     | Ország |
| ---------------------- | --------------------------------- | ---------- | ------ | ------------------------ | ------ |
| Prix Versailles        | Galeries Lafayette, Centre Bourse | Marseille  | FRA    | Moatti & Rivière         | FRA    |
| Belső Minősítés        | Les Haras Sörgyár                 | Strasbourg | FRA    | Jouin Manku              | FRA    |
| Külső Minősítés        | Repetto Butik, rue de Charonne    | Párizs     | FRA    |                          |        |
| Szolgáltatás Minősítés | Musée des Confluences Butik       | Lyon       | FRA    | Julien Kolmont de Rogier | FRA    |

## Fordítás
Ez a szócikk részben vagy egészben  a   Prix Versailles 2015 című olasz Wikipédia-szócikk ezen változatának fordításán alapul.  Az eredeti cikk szerkesztőit annak laptörténete sorolja fel. Ez a jelzés csupán a megfogalmazás eredetét és a szerzői jogokat jelzi, nem szolgál a cikkben szereplő információk forrásmegjelöléseként.